# Mazaces
Mazaces, Masdaces ou Mazdaces (em latim: Mazaces; em grego: Μαζάκες; romaniz.: Mazáces; em persa: مزدک; romaniz.: Mazdak; m. 528) foi um reformador religioso persa do século VI, ativo na corte do xá Cavades I.